# Ann Taylor (écrivaine)
Ann Taylor ou Ann Martin (20 juin 1757 - 27 mai 1830) est une écrivaine britannique. Ses enfants, Ann et Jane Taylor, sont également des écrivaines reconnues.

## Biographie
Taylor est née à Londres en 1757. Son père est un prédicateur évangélique, il meurt alors qu'elle est enfant. Sa mère se remarie et ses nouveaux frères et sœurs la maltraitent. Elle trouve du réconfort dans l'écriture de satires et de vers. Sa facilité à écrire lui confère un certain statut parmi ses camarades de classe, parmi lesquels se trouve Isaac Taylor, avec qui elle se marie à Islington le 18 avril 1781. Ils ont ensemble onze enfants, dont seulement cinq survivent jusqu'à l'âge adulte. 

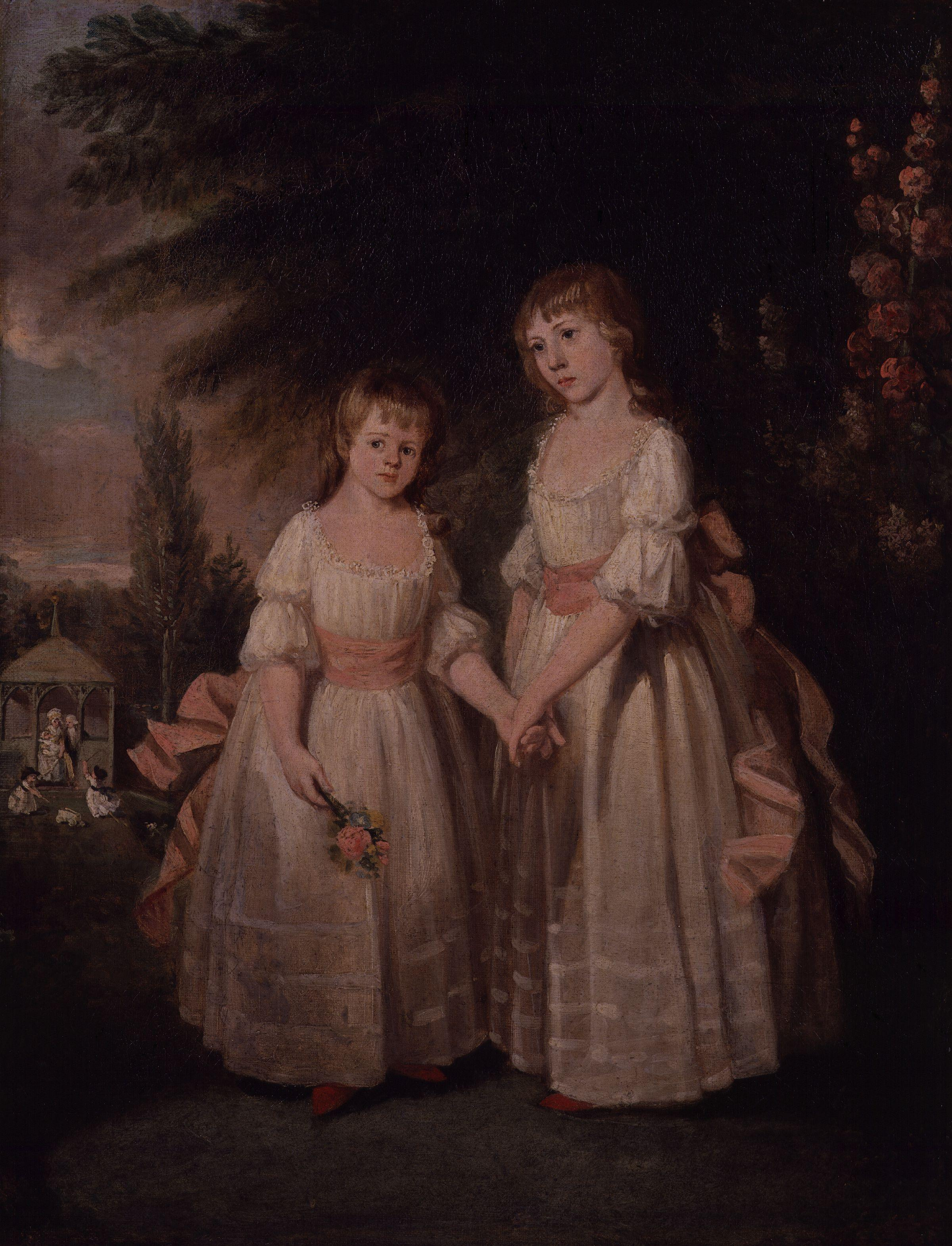
La famille Taylor, peinte par le père

- Ann, née à Islington le 30 janvier 1782, épouse de Joseph Gilbert ;
- Jane Taylor ;
- Deux garçons nommés Isaac, morts en bas âge ;
- Isaac (1787–1865) ;
- Martin Taylor (1788–1867) ;
- Harriet, Eliza, and Decimus, morts en bas âge ;
- Jefferys ;
- Jemima (1798–1886), qui épouse Thomas Herbert le 14 août 1832.

Ann Taylor considère qu'il est n'est pas convenable pour une femme de voir ses textes publiés car elle doit mieux se consacrer au rôle de mère et se dévouer pour le bien être de la famille. Toutefois, elle permet à ses deux filles, Ann et Jane, d'envoyer leurs poèmes et autres histoires à un éditeur Quaker qui publie leurs écrits. Le succès des publications de ses filles la pousse à faire de même. Dans l'optique d'aider d'autres mères de famille avec ses conseils, elle publie Maternal Solicitude for a Daughter's Best Interests, qui connaît un grand succès, sa fille Ann écrit la préface.
Ann Taylor, morte le 27 mai 1830, est enterrée à Ongar (Essex), en Angleterre.

## Travaux
- Maternal Solicitude for a Daughter's Best Interests.
- Practical Hints to Young Females (1815)
- The Present of a Mistress to a Young Servant (1816)
- Reciprocal Duties of Parents and Children (1818)[4]
- Correspondence between a Mother and her Daughter at School (with Jane) (1817)
- The Family Mansion (1819)
- Retrospection: a Tale (1821)
- The Itinerary of a Traveller in the Wilderness (1825)